# Krajinski park Kolpa
Krajinski park Kolpa obsega območje ob mejni reki Kolpi v občini Črnomelj od Starega trga vse do Fučkovcev (KS Adlešiči).
Glavna znamenitost parka je reka Kolpa, osrednja belokranjska odvodnica, ki teče po južnem robu Bele krajine. Reko odlikujejo čista voda z bogato ihtiofavno, naravno ohranjena struga, številne brzice in prodišča. Posebnost parka je značilna kulturna krajina, ki jo oblikujejo steljniki in skrbno obdelani vrtačasti in v terase oblikovani kraški svet. 
To območje ima veliko naravovarstveno vrednost, izkazana je tudi velika  biotska raznovrstnost in krajinska pestrost. Je tudi območje številnih naravnih vrednot državnega pomena in območje, kjer se nahajajo ogroženi habitatni tipi, ki se prednostno ohranjajo v ugodnem stanju, ter habitati ogroženih prosto živečih rastlinskih in živalskih vrst. 
Občina Črnomelj je leta 1998 sprejela Odlok o razglasitvi Krajinskega parka Kolpa. Leta 2006 pa je ta krajinski park Slovenija prevzela v zavarovanje in upravljanje na državni ravni.

## Preteklost
Ob zgornjem toku Kolpe so se vrtela kolesa 86 žag, mlinov in kovačij, ki jih je zelo prizadel odhod Kočevarjev. Reka je bila zajezena na 65 mestih. Ti jezovi so določali vodni režim in uravnavali življenje ljudi in živali. Po legendi je v teh krajih živel Peter Klepec, ki so mu vile podelile nadnaravno moč in je tako izgnal iz doline vsiljive tujce.

## Varstvena območja in ožja zavarovana območja
Park je razdeljen na tri varstvena območja. Prvo varstveno območje obsega aluvialne ravnice ob reki Kolpi, reko Kolpo, strma in položnejša obrežna pobočja ter območja pomembnejših naravnih vrednot. Drugo varstveno območje obsega pretežno kmetijske in gozdne površine, kjer se je zaradi tradicionalne rabe ohranilo naravno ravnovesje in se je izoblikovala značilna krajina z mozaično razporejenostjo krajinskih struktur, z manjšimi zaselki, posamičnimi domačijami in sakralnimi objekti, ter območja namenjena rekreaciji in območja naravnih vrednot. Tretje varstveno območje obsega zaključena naselja s senožetnimi sadovnjaki in z območji naravnih vrednot, večje zaselke in določena vinogradniška območja.
Naravni spomeniki v parku:
- Dolenjski zdenec: izvirna kraška jama ob Kolpi
- Fučkovski zdenec: krajša izvirna jama ob Kolpi, vzhodno od Fučkovcev
- reka Kolpa: mejna reka in glavni belokranjski odvodnik
- Zdenec Jarbol: obzidan izvir ob Kolpi vzhodno od Podklanca
- Grajska lipa: mogočna lipa pred gradom Vinica
- Marindolska lipa: stara lipa na mestu nekdanje mitnice v Marindolu
- Lipa v vasi Marindol: mogočna stara lipa, hišno drevo v Marindolu
- Marindolska loza: hrastovo-belogabrov sestoj ob reki Kolpi in Miličih
- Dečinska stena: termofilno pobočje s skalnimi stenami nad Kolpo
- Vrhovske vrtače: razgiban niz vrtač na kraškem ravniku med Vrhovci in Marindolom
- Velika stena nad Radenci: termofilno pobočje s strmimi stenami nad reko Kolpo
- Fortunova brajda: stoletna brajda z devetinštiridesetimi trtami samorodnice jugovzhodno od Sinjega Vrha
- Jama v kamnolomu: biospeleološko pomembna jama s stalnim tokom ob reki Kolpi pri Sečjem selu pri Vinici
- Kobiljača: biospeleološko pomembna izvirna jama ob reki Kolpi pod Špeharji
- Ziljske vrbe: sestoj starih mogočnih vrb na loki ob Kolpi, južno od vasi Zilje
- Marindolski steljniki: ohranjeni steljniki in površine v zaraščanju pri Marindolu

Strogi naravni rezervat:
- Hrastova loza: sestoj bukev z gnezdišči sive čaplje (Ardea cinerea)

Na območju parka je pet posebnih varstvenih območij Natura 2000.

## Rastlinske in živalske vrste
Zaradi naravne ohranjenosti in čistosti ter pestrih habitatskih razmer vzdolžrečnega toka, nudi ugodne življenjske pogoje številnim redkim in ogroženim živalskim vrstam. Med njimi še posebej izstopata vidra (Lutra lutra) in močvirska sklednica (Emys orbicularis), bogata pa je tudi zastopanost ribjih vrst. 
V Kolpi lahko najdemo sledeče rečne živali:
- kapelj (Cottus gobio)
- upiravec (Zingel streber)
- zlata nežica (Sabanejewia aurata)
- pohra (Barbus meridionalis)
- pezdirk (Rhodeus sericeus amarus)
- zvezdogled (Gobio uranoscopus)
- platnica (Rutilus pigus)
- sulec (Hucho hucho)
- potočni piškurji (Eudontomyzon spp.)
- navadni škržek (Unio crassus)

Zaradi odročne lege in težke prehodnosti je rastlinska odeja ohranila prvobitno podobo, saj prevladuje gozd v svoji naravni in deloma celo pragozdni sestavi. Tudi obdelana zemlja še hrani poteze prvobitnosti, posebno na košenicah in pašnikih. Prisojna in suha pobočja imajo termofilni značaj z mnogomi ilirskimi in submediteranskimi rastlinami: navadni jesenček (Dictamnus albus), ruj (Cotinus coggygria), kraški šetraj (Satureja montana), navadna žuka (Spartium junceum), topokrpi javor (Acer obtusatum), črni bor (Pinus nigra), bratinski svišč ali košutnik (Gentiana symphyandra), blagajev volčin (Daphne blagayana), dišeči volčin (Daphne cneorum), smrdljivi brin (Juniperus sabina), Malyjeva konjska kumina (Seseli malyi), Justinova zvončnica (Campanula justiniana), ozkolistna narcisa (Narcissus stellaris), Jacquinov jetičnik (Veronica jacquinii). Senčnate in vlažne strme grape na dolomitu pa so zatočišče alpinskih in vlagoljubnih rastlin: Clusijev svišč (Gentiana clusii), dlakavi sleč  (Rhododendron hirsutum), alpska mastnica  (Pinguicula alpina), stebrasta tisa (Taxus baccata).
Na travnikih uspevajo tudi številne kukavičevke: piramidasti pilovec (Anacamptis pyramidalis), dolgolistna naglavka (Cephalanthera longifolia), rdeča naglavka (Cephalanthera rubra), fuchsova prstasta kukavica (Dactylorhiza maculata ssp. fuchsii), širokolistna močvirnica (Epipactis helleborine), navadni kukovičnik (Gymnadenia conopsea), jadranska smrdljiva kukavica (Himantoglossum adriaticum), jajčastolistni muhovnik (Listera ovata), rjava gnezdovnica (Neottia nidus-avis), čebeljeliko mačje uho (Ophrys apifera), osjeliko mačje uho (Ophrys sphegodes), zvezdasta kukavica (Orchis mascula ssp. speciosa), navadna kukavica (Orchis morio), bleda kukavica (Orchis palens), trizoba kukavica (Orchis tridentata), bezgova prstasta kukavica (Dactylorhiza sambucina), dvolistni vimenjak (Platanthera bifolia), zavita škrbica (Spiranthes spiralis), pikastocvetna kukavica (Orchis ustulata), poletna kukavica (Orchis ustulata ssp. aestivalis), steničja kukavica (Orchis coriophora). 
Zaradi naštetega je reka Kolpa opredeljena kot eno od območij, ki so širšega mednarodnega pomena in jih poznamo pod imenom Natura 2000.

### Invazivne vrste
V zavarovano obmičje se je razširila nevarna rastlina pelinolistna amborzija (Ambrosia artemisiifolia), ki povzroča alergije. V Krajinskem parku Kolpa so prvo večjo akcijo zatiranja ambrozije izvedli na območju kala Močile pri Starem trgu.